# بخش کوتاه‌مدت شماره ۱۲
بخش کوتاه‌مدت شمارهٔ ۱۲ (انگلیسی: Short Term 12) یک فیلم مستقل آمریکایی در ژانر درام به نویسندگی و کارگردانی دستین دنیل کرتون است که در سال ۲۰۱۳ منتشر شد.  کرتون این فیلم را براساس فیلمی کوتاه به همین نام که خودش در سال ۲۰۰۹ آن را تولید کرده بود، ساخته‌است. داستان فیلم دربارهٔ زن جوانی به‌نام گریس با بازی بری لارسون است که در یک مرکز خصوصی به عنوان سرپرست کار می‌کند و وظیفه نگهداری و مراقبت از سلامت نوجوانان و بچه‌هایی را دارد که اکثر آن‌ها از لحاظ روحی شرایط بسیار بدی دارند.
کرتون فیلم‌نامه این فیلم را براساس تجربه واقعی به نگارش درآورده است. کرتون پیش‌تر تجربه حضور در مراکز خصوصی نگهداری از بچه‌ها و مواجه با نوجوانانی که از مشکلات روحی رنج می‌برند را داشت و ایدهٔ اولیهٔ داستان نیز از همین طریق به ذهنش رسید. او براساس این ایده فیلم‌نامه‌ای نوشت و آن را در سال ۲۰۰۹ تبدیل به فیلمی کوتاه کرد. کرتون به غیر از نویسندگی و کارگردانی، تهیه‌کنندگی کار را نیز خودش برعهده داشت. واکنش‌های مثبت به فیلم کوتاه، کرتون را به این فکر انداخت که این ایده جای کار بسیاری دارد و می‌توان بر اساس آن فیلمی بلند تولید کرد؛ بنابراین او فیلم‌نامه خود را نوشت و کار تولید را آغاز کرد. به غیر از بری لارسون که بازی در نقش اصلی را برعهده دارد، بازیگرانی همچون جان گلگر، کیتلین دیور، رامی ملک، کیت استنفیلد و ملورا والترز در فیلم به ایفای نقش پرداخته‌اند.
بخش کوتاه‌مدت شمارهٔ ۱۲ نخستین بار در تاریخ ۱۰ مارس ۲۰۱۳ و در طی فستیوال جنوب از جنوب غربی اکران شد. اکران جهانی فیلم از تاریخ ۲۳ اوت ۲۰۱۳ آغاز شد. فیلم با استقبال گرمی از سوی منتقدان و تماشاگران مواجه شد و به خصوص به خاطر رئالیسم و صمیمت موجود در فیلم و البته بازی بری لارسون نقدهای مثبت فراوانی دریافت کرد. منتقدان فیلم‌نامه، کارگردانی و تیم بازیگری را تحسین کردند و بخش کوتاه‌مدت شمارهٔ ۱۲ را به صورت گسترده جزو بهترین فیلم‌های سال ۲۰۱۳ دانستند. فیلم که با بودجه‌ای زیر ۱ میلیون دلار ساخته شده بود در اکران به فروش ۲٫۳ میلیون دلاری رسید. هیئت ملی بازبینی فیلم، بخش کوتاه‌مدت شمارهٔ ۱۲ را جزو ده فیلم برتر سال ۲۰۱۳ معرفی کرد. فیلم همچنین موفق به کسب جایزه ویژه هیئت داوران از فستیوال جنوب از جنوب غربی و نامزد جایزه ایندیپندنت اسپیریت برای بهترین بازیگر نقش اول زن برای بری لارسون شد.

## داستان
داستان فیلم در یک مرکز خصوصی به‌نام «بخش کوتاه‌مدت شمارهٔ ۱۲» اتفاق می‌افتد. این مرکز وظیفه نگهداری و مراقبت از سلامت نوجوانان و بچه‌هایی را برعهده دارد که اغلب بدسرپرست یا بی‌سرپرست هستند و دچار مشکلات روحی شدیدی شده‌اند. گریس که زنی جوان با گذشته‌ای تلخ است به همراه همسر خود میسن و چند همکار دیگرش از جمله مرد جوانی به‌نام نیت که به تازگی به جمع آن‌ها اضافه شده‌است به عنوان سرپرست در این مرکز کار می‌کنند. گریس سبک خاص خود را در ارتباط برقرار کردن با بچه‌ها دارد و سعی می‌کند با آن‌ها بسیار صمیمی باشد اما از سوی دیگر حساسیت زیادی بر روی قوانین مرکز دارد و از بچه‌ها درخواست می‌کند که حتماً این قوانین را رعایت کنند. گریس به شغل خود علاقه دارد و مدام سعی می‌کند بهترین لحظات را برای همکاران و به خصوص بچه‌ها رقم بزند.
مدیر مرکز که جک نام دارد به سراغ گریس می‌آید و پرونده شخصی به نام جیدن را به او می‌دهد و می‌گوید که او برای مدت کوتاهی به جمع آن‌ها اضافه خواهد شد. جیدن دختر جوانی است که به افسردگی مبتلاست. پدر و مادر جیدن از هم طلاق گرفته‌اند و جیدن با پدرش که اصلاً رابطه خوبی با او ندارد زندگی می‌کند. گریس به ملاقات جیدن می‌رود و قوانین را به او توضیح داده و از او می‌خواهد که قوانین را رعایت کند. در این بین گریس متوجه حاملگی خود می‌شود اما به دلیلی نامعلوم تصمیم به سقط جنین می‌گیرد. گریس برای انجام سقط حتی وقت هم تعیین می‌کند اما سرانجام پشیمان شده و موضوع را با همسر خود یعنی میسن در میان می‌گذارد که این باعث خوشحالی میسن می‌شود. میسن به گریس می‌گوید که جایی برای نگرانی نیست و آن‌ها قطعاً از پدر و مادر فوق‌العاده‌ای خواهند شد. در یک روز کاری، دو نفر از بچه‌ها در مرکز با یکدیگر دعوا می‌کنند. یکی از آن‌ها که پسر جوان و سیاهپوستی به‌نام مارکوس است که دوران کودکی سیاهی را پشت سر گذاشته و مدت زیادی است که در بخش کوتاه‌مدت شمارهٔ ۱۲ زندگی می‌کند اما به زودی قرار است آنجا را ترک کند زیرا به زودی هجده‌ساله می‌شود. میسن نزد مارکوس رفته و با او حرف می‌زند. پیش از جشن خداحافظی، گریس موهای مارکوس را به درخواست خودش می‌تراشد و همین جاست که مارکوس نزد گریس و میسن اعتراف می‌کند که در دوران کودکی مدام از مادرش کتک خورده‌است و برای همین است که کنترلی بر روی رفتارهای خود ندارد. این اعتراف او باعث احساساتی شدن میسن و گریس می‌شود.
مدتی بعد خبر می‌رسد که پدر جیدن می‌خواهد او را از مرکز ببرد. جیدن بنا به دلایلی از این مسئله ناراحت می‌شود. او وسایل خود را جمع می‌کند اما در روز موعود خبری از پدرش نمی‌شود. جیدن خشمگین به اتاق خود می‌رود و در را به روی خود می بنند. گریس که از سابقه افسردگی و آسیب زدن جیدن به خودش آگاه است سعی می‌کند او را آرام کند اما جیدن بسیار ناراحت و خشمگین‌تر از آن است که به حرف گریس گوش دهد. سرانجام گریس با کمک میسن و نیت موفق به مهار کردن و آرام کردن جیدن می‌شود. گریس با جیدن حرف زده و او را آرام می‌کند. همچنین برای اینکه روحیه او بهتر کند در شب تولد جیدن به همراه بچه‌های دیگر برایش تولد می‌گیرد و به او کادو می‌دهد. اما با تمام این کارها غم عمیق درون جیدن از بین نمی‌رود. گریس که متوجه شده مشکل جیدن بسیار عمیق است با او صحبت می‌کند و جیدن در نهایت اعتراف می‌کند که پدرش از او سوءاستفاده جنسی می‌کند و برای همین هم می‌خواهد در مکانی دور از او زندگی کند. گریس که از واقعیت زندگی جیدن خشمگین شده‌است گزارشی نوشته و آن را به جک می‌دهد تا نگذارد پدر جیدن، او را با خود به خانه ببرد.
روز بعد گریس متوجه می‌شود پدر جیدن، او را از مرکز برده‌است. گریس خشمگین نزد جک می‌رود اما جک می‌گوید آن‌ها مدرکی از پدر جیدن ندارد و چون خود جیدن هم اعتراف رسمی در این مورد نکرده‌است در نتیجه نمی‌توان او را در مرکز نگه داشت. گریس که به‌هیچ‌وجه با سخنان جک قانع نشده‌است سعی می‌کند خودش کاری کند اما مشکلات خود او در مرکز زیادتر می‌شود. به گریس خبر می‌رسد که ماهی مارکوس که او بسیار به آن علاقه داشت کشته شده‌است. گریس ابتدا فکر می‌کند یکی از بچه‌های مرکز به‌نام لوئیس که سابقه درگیری با مارکوس را دارد این کار را کرده‌است اما لوئیس این مسئله را انکار می‌کند. هنگامی که گریس نزد مارکوس می‌رود تا با او حرف بزند متوجه می‌شود که مارکوس رگ دستانش را زده و خودکشی کرده‌است. مارکوس خیلی سریع به بیمارستان منتقل می‌شود و از مرگ نجات می‌یابد. گریس از بیمارستان مستقیم به خانه جیدن می‌رود و با او صحبت می‌کند. هنگامی که جیدن از گریس علت کارش را سؤال می‌کند، گریس راز زندگی خود را فاش می‌کند. گریس می‌گوید که در زمان بچگی توسط پدرش بارها مورد تجاوز جنسی قرار می‌گرفته‌است و حتی یک‌بار از او حامله هم شده‌است که در نهایت بچه را سقط کرده‌است. گریس می‌گوید که او از پدرش شکایت کرده و او را به زندان انداخته و جیدن هم باید همین کار را بکند و جیدن در نهایت قبول می‌کند. آن‌ها نزد پلیس و مددکاری اجتماعی می‌روند و جیدن حقیقت ماجرا را دربارهٔ پدرش به آن‌ها می‌گوید.
داستان با پرشی چندین هفته‌ای به جلو می‌رود. گریس به همراه میسن برای انجام سونوگرافی به دکتر می‌رود و متوجه می‌شود بچه درون شکمش در سلامت کامل است. روز بعد میسن به همکاران خود تعریف می‌کند که روز قبل مارکوس را به همراه دوست دخترش در یک کافه دیده و حال او کاملاً خوب بوده‌است. این خبر باعث خوشحالی نیت و دیگر اعضای بخش کوتاه‌مدت شمارهٔ ۱۲ می‌شود و آن‌ها با انرژی بیشتری به کار خود ادامه می‌دهند.

## بازیگران
- بری لارسون در نقش گریس هاوارد
- جان گلگر در نقش میسن[E ۱۲]
- رامی ملک در نقش نیت[E ۱۳]
- کیتلین دیور در نقش جیدن کول
- کیت استنفیلد در نقش مارکوس
- ملورا والترز در نقش دکتر هندلر
- کوین هرناندز[E ۱۴] در نقش لوئیس
- الکس کالووی[E ۱۵] در نقش سمی
- فرنتس ترنر[E ۱۶] در نقش جک
- لیدیا دو وو[E ۱۷] در نقش کندرا
- استفانی بیاتریز در نقش جسیکا
- دایانا-ماریا ریوا در نقش پرستار

## ساخت

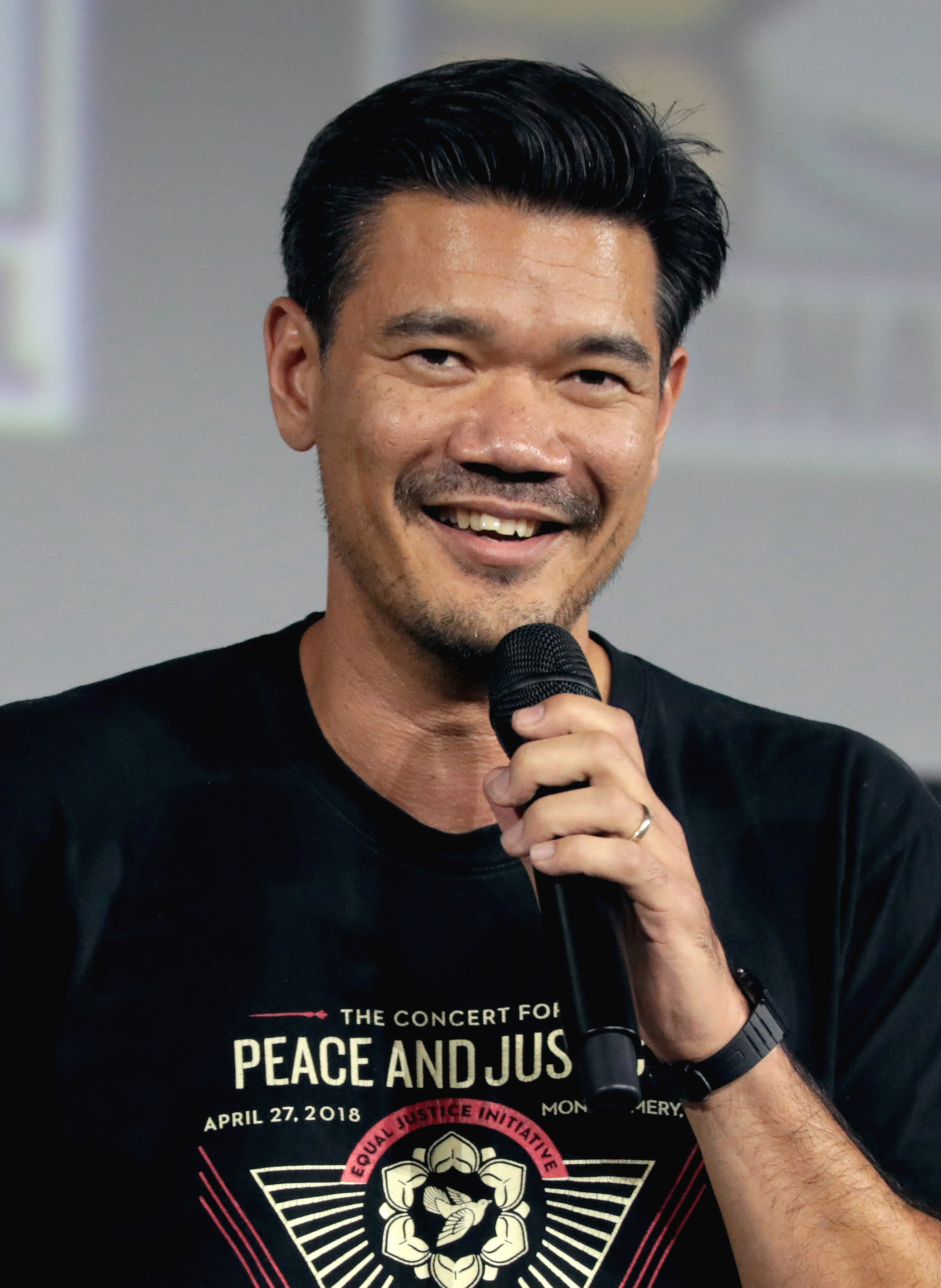
دستین دنیل کرتون، فیلم‌نامه این فیلم را براساس تجربهٔ واقعی به نگارش درآورده است.

ایده اولیه داستانی بخش کوتاه‌مدت شمارهٔ ۱۲ براساس تجربه دو سال کار کردن به عنوان یک کارمند ساده در مؤسسه خصوصی و مواجه با نوجوانانی که احتیاج به نگهداری دارند به ذهن دستین دنیل کرتون رسید. کرتون که برای انجام پایان‌نامه خود برای دانشگاه ایالتی سن دییگو نیاز به انجام یک کار ویژه داشت، تصمیم گرفت بر اساس تجربه حضور خود در این مراکز فیلم‌نامه‌ای نوشته و آن را تبدیل به یک فیلم کوتاه کند.: 5  کرتون ایده خود را عملی کرد. او یک فیلم کوتاه ۲۲ دقیقه‌ای ساخت. نتیجه آن‌قدر درخشان بود که کرتون تصمیم گرفت فیلم را به جشنواره فیلم ساندنس بفرستد و در نهایت نیز فیلم موفق شد جایزه بهترین فیلم کوتاه را از هیئت داوران دریافت کند. پس از فارغ‌التحصیلی از دانشگاه، کرتون تصمیم گرفت اولین فیلم بلند حرفه‌ای خود را براساس فیلم کوتاهش بازسازی کند اما ساخت فیلم براساس ایده‌های کرتون نیازمند تأمین بودجه بود. کرتون موفق شد از طریق نیکول فلوشیپ
در سال ۲۰۱۰ سرمایه ساخت فیلم خود را به‌دست‌آورد. نیکول فلوشیپ که زیرمجموعه آکادمی علوم و هنرهای سینما است برنامه‌ای است که از ۱۹۸۶ تاکنون اجرا شده و به فیلم‌نامه‌نویسان جوان و مستعد کمک هزینه و بورس تحصیلی اعطا می‌کند.: 5 
کرتون فیلم‌نامه بلند خود را نوشت. مهم‌ترین تغییری که او برای تبدیل کردن داستانش به یک فیلم‌نامه بلند ایجاد کرد، تغییر جنسیت شخصیت اصلی داستان بود. در فیلم کوتاهش شخصیت اصلی مرد جوان بود که در واقع شمایلی از خود کرتون محسوب می‌شد اما او در فیلم‌نامه بلندش شخصیت اصلی را به یک زن جوان تبدیل کرد زیرا به نظرش درام قصه این‌گونه بهتر شکل می‌گرفت.: 5  کرتون برای تکمیل و نوشتن فیلم‌نامه، تحقیقات زیادی انجام داد. او با سرپرست‌های خانه کودکان و کسانی که تجربه کار در مراکز نگهداری از نوجوانان را دارند مصاحبه کرد. کرتون حتی با بچه‌هایی که مدتی را در این موسسات سپری کرده بود نیز صحبت کرد تا هرچه بیشتر بتواند از صبحت‌ها و خاطرات آن‌ها الهام بگیرد. کرتون در یک مصاحبه اعلام کرد که فیلم‌نامه نهایی او از دل همین گفتگوها بیرون آمده‌است.

### انتخاب بازیگران
بری لارسون که یکی از بازیگرانی بود که فیلم‌نامه را خوانده و از آن خوشش آمده بود، از طریق اسکایپ تست بازیگری داد و موفق به گرفتن نقش اصلی فیلم یعنی گریس شد.جان گلگر نیز که در فیلم نقش میسن، همسر گریس را بازی می‌کند با روشی مشابه برای بازی در فیلم انتخاب شد. جان گلگر بعد از صحبت کردن با کرتون گفته بود:"باید بگویم این بهترین فیلم‌نامه‌ای است که تا به حال در تمام عمرم خوانده‌ام!" لارسون و گلگر برای آنکه به حال و هوای شخصیت‌های داستان نزدیک شوند، به مراکز و خانه‌های نگهداری از نوجوانان و بچه‌ها رفتند و از نزدیک شاهد عملکرد سرپرست‌ها بودند. آن‌ها تا توانستند دربارهٔ این شغل اطلاعات جمع‌آوری کردند تا بتوانند واقعی‌ترین تصویر ممکن را از کاراکترهایشان ارائه دهند.: 7–8 
کیت استنفیلد نیز به پروژه اضافه شد. استنفیلد تنها بازیگری است که هم در فیلم کوتاه و هم در فیلم بلند حضور داشته‌است.: 10 
کرتون هنگام انتخاب بازیگران در سال ۲۰۱۲، با مدیر برنامه‌های استنفیلد تماس گرفت اما او به کرتون گفت که استنفیلد بازیگری را کنار گذاشته‌است. با این حال کرتون به حضور استنفیلد در فیلمش اصرار داشت. کرتون با وجود تلاش‌های فراوان نتوانست شمارهٔ تلفنی از استنفیلد پیدا کند اما در نهایت ایمیل او را پیدا کرد و از همین طریق نیز موفق شد با استنفیلد صحبت کرده و رضایت او را برای بازی در فیلم جلب کند.: 10  بیش تر بازیگران کودک و نوجوانی که در فیلم حضور دارند، پیش از این هیچ تجربه خاصی در زمینه بازیگری نداشته و از طریق تست‌ها و فراخوان‌های بازیگری انتخاب شدند. الکس کالووی که نقش سمی را در فیلم برعهده دارد، به صورت اتفاقی در کریگزلیست آگهی تبلیغ فیلم و اینکه کرتون به دنبال بازیگران کودک با استعداد است را دید. برای همین او از خود فیلم گرفت و برای کرتون فرستاد و کرتون بعد از دیدن هنرنمایی‌اش، او را نیز به تیم بازیگران اضافه کرد.: 8 

### فیلم‌برداری و پس از تولید
مرحله فیلم‌برداری بعد از ۲۰ جلسه کار در سپتامبر ۲۰۱۲ به پایان رسید.: 5  فیلم‌برداری به صورت کامل در لس آنجلس انجام گرفت. لوکیشن اصلی فیلم که بخش کوتاه‌مدت شمارهٔ ۱۲ بود در یکی از محله‌های لس آنجلس به‌نام سیلمار قرار داشت. نت سندرز مسئول تدوین فیلم بود. نسخه کارگردان و نسخه نهایی فیلم، بعد از تدوین هرکدام نزدیک به ۲ ساعت زمان داشتند و این در حالی بود که کرتون می‌خواست نسخه نهایی فیلم زیر ۱۰۰ دقیقه باشد. سندرز در مصاحبه‌ای اعلام کرده بود که نسخه کارگردان طولانی و واقعاً سنگین بود: «سکانس‌هایی در فیلم وجود داشت که باعث می‌شد به انسانیت بدبین شوید. فضای فیلم در نسخه کارگردان واقعاً افسرده‌کننده بود.» بنابراین چندین و چند سکانس از فیلم در تدوین نهایی حذف شد تا فیلم خیلی وجه تاریکی نداشته باشد و مخاطب راحت بتواند با فضای صمیمی فیلم ارتباط برقرار کند. کرتون نیز در نهایت به خواسته خود رسید. نسخه نهایی فیلم ۹۶ دقیقه زمان داشت.

## انتشار
بخش کوتاه‌مدت شمارهٔ ۱۲، نخستین بار در آستین، تگزاس و در طی فستیوال جنوب از جنوب غربی در مارس ۲۰۱۳ به روی پرده رفت و موفق شد جایزه ویژه هیئت داوران را به خود اختصاص دهد. همچنین فیلم جایزه انتخاب ویژه مخاطبان را به‌دست‌آورد. کمپانی سیندایم مسئولیت اکران جهانی فیلم را برعهده گرفت. نخستین نمایش بین‌المللی فیلم در جشنواره فیلم لوکارنو بود، جایی که فیلم پس از پایان، با تشویق ایستاده و گسترده تماشاچیان و منتقدان همراه شد.
بخش کوتاه‌مدت شمارهٔ ۱۲ از تاریخ ۲۳ اوت ۲۰۱۳، به صورت محدود در نیویورک و لس آنجلس آغاز شد. نمایش فیلم در فینیکس، آریزونا، واشینگتن، دی.سی.، بوستون، برکلی، کالیفرنیا و فیلادلفیا با نزدیک شدن به اواخر هفته آغاز شد. اکران فیلم به تدریج در شهرهای بیشتری آغاز شد تا اینکه در تاریخ ۱۳ سپتامبر اکران سراسری فیلم آغاز شد.

## پذیرش
بخش کوتاه‌مدت شمارهٔ ۱۲، از نظر فنی با استقبال بسیار بالای منتقدان و تماشاگران همراه شد و در گیشه نیز به فروش ۲٫۳ میلیون دلاری رسید. این اتفاق در حالی رخ داد که بودجه فیلم زیر ۱ میلیون دلار بوده و البته در اکران خود نیز سالن‌های نمایش زیادی در اختیار نداشته‌است.

### گیشه
بخش کوتاه‌مدت شمارهٔ ۱۲ در اولین هفته اکران خود تنها در ۴ سالن سینما به روی پرده رفت و موفق شد ۵۶٬۲۰۶ هزار دلار فروش کند. این یعنی فیلم به‌طور میانگین در هر سالن نمایش دهنده ۱۴٬۰۵۲ هزار دلار فروش داشته‌است. مجله فوربز در نوشته‌ای این اتفاق را برای یک فیلم مستقل موفقیت خوبی دانست. نمایش محدود فیلم به‌خاطر استقبال مخاطبان ۲۶ هفته طول کشید و بخش کوتاه‌مدت شمارهٔ ۱۲ در مجموع در ۷۵ سالن سینما به روی پرده رفت. فیلم در شمال آمریکا و کانادا ۶۳۲٬۰۶۴ هزار دلار فروش کرد. اما استقبال مخاطبان در خارج از آمریکا بسیار بیشتر بود. فیلم در خارج از آمریکا ۱٬۶۴۵٬۱۶۴ میلیون دلار بلیط فروخت و جمع فروش خود را در سراسر جهان به ۲٫۳ میلیون دلار رساند.

### منتقدان

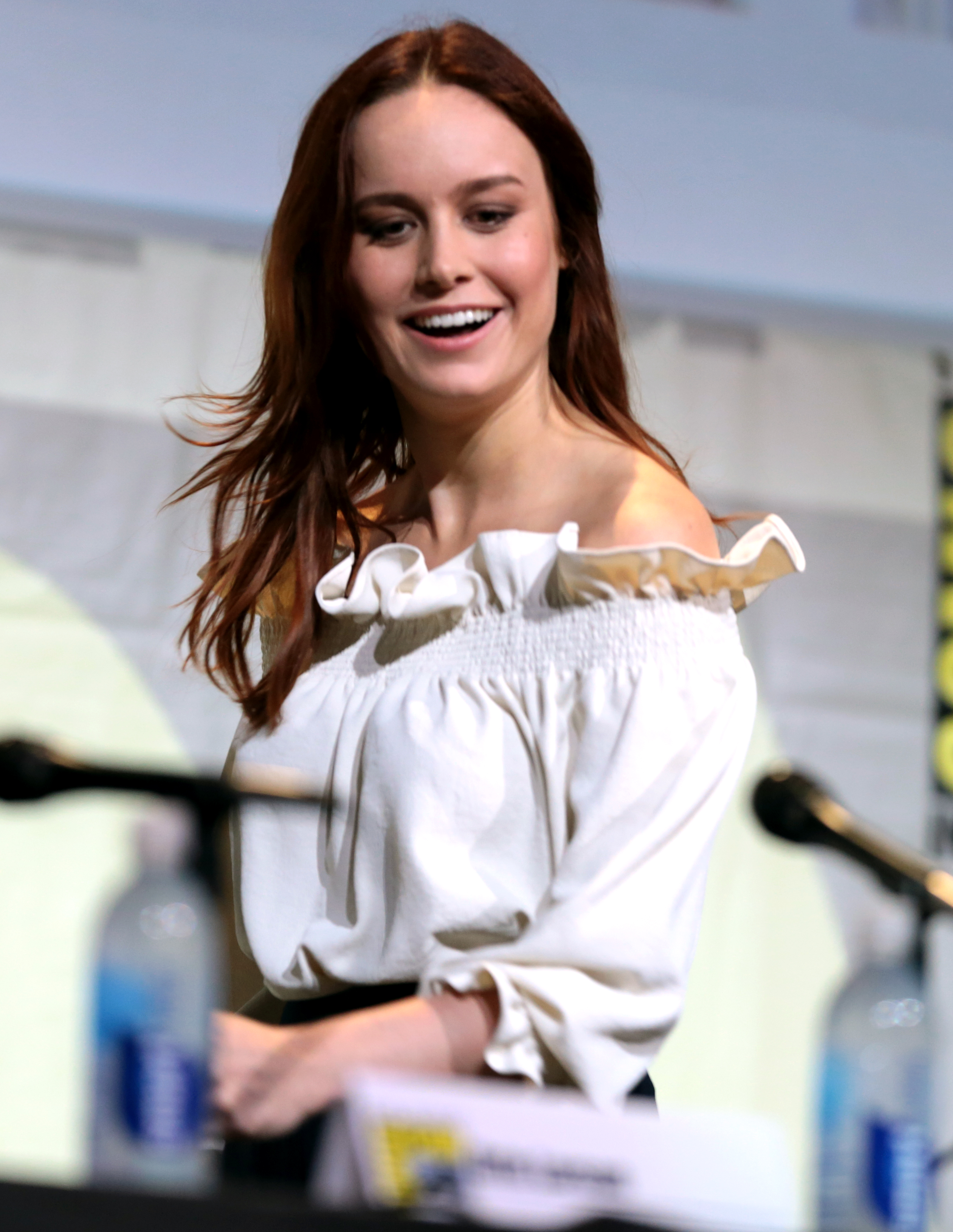
هنرنمایی بری لارسون در نقش گریس، تحسین منتقدان را در پی داشته‌است.

بخش کوتاه‌مدت شمارهٔ ۱۲ با تحسین فراوان منتقدان همراه شد و از نظر فیلم‌نامه، کارگردانی و عملکرد بازیگران مورد تحسین و توجه قرار گرفت. راتن تومیتوز اعلام کرد که ۹۹٪ منتقدان نسبت به فیلم نظر مثبتی داشته‌اند که این درصد از روی ۱۵۳ نقد به‌دست آمده و در مجموع نمره بسیار خوب ۸٫۳ از ۱۰ را نصیب فیلم می‌کند. بخش کوتاه‌مدت شمارهٔ ۱۲ یکی از شش فیلمی است که موفق به کسب این امتیاز از راتن تومیتوز شده و یکی از تحسین‌شده‌ترین فیلم‌های این سایت محسوب می‌شود. جمع‌بندی نظرات منتقدان راتن تومیتوز می‌گوید «بخش کوتاه‌مدت شمارهٔ ۱۲ یک درام صادقانه و آشکارکننده است و بیننده را با زندگی جوانانی آشنا می‌کند که در تمام عمرشان نادیده گرفته شده‌اند.» فیلم در سایت متاکریتیک موفق به کسب امتیاز ۸۶ از ۱۰۰ شد که این میانگین از روی ۳۶ نقد به‌دست آمده‌است که به معنای «تحسین جهانی» است.
جرمن لوسیر در مجله اسلش فیلم به فیلم امتیاز کامل داد و درباره‌اش نوشت: «تمامی عناصری که در فیلم وجود دارند، جسورانه، جادویی و کامل هستند. بخش کوتاه‌مدت شمارهٔ ۱۲ یک مثال درخشان از رسالت اصلی سینماست: خلق و اضافه کردن احساسی جدید که پیش از این، آن را تجربه نکرده‌ایم. اجرای تیم بازیگران دیوانه‌کننده است، فیلم‌نامه تند و تیز است و بسیار خوب کارگردانی شده‌است. این یک فیلم بسیار ویژه است.» پیتر دبورا در ورایتی نوشت: «برنده جایزه ویژه هیئت داوران فستیوال جنوب از جنوب غربی، فیلمی است که ما را دعوت به شرمساری می‌کند. این یک درام انسانی و پرانرژی است که سعی نمی‌کند مثل بسیاری از فیلم‌های این ژانر در جایگاه یک معلم به ما آموزش انسانیت دهد. این اثری است که دائماً به شخصیت‌هایش لایه‌های جدید اضافه می‌کند تا بتوانیم با آن‌ها احساس همذات‌پنداری کنیم.» کنت توران در لس آنجلس تایمز نوشت: «این یک فیلم کوچک شگفت‌انگیز است. بخش کوتاه‌مدت شمارهٔ ۱۲ پر از احساسات واقعی و طبیعی است. با یک اثر استثنایی مواجه هستیم. این صداقت جذاب فیلم، چیزی است که آن را لایق بهترین ستایش‌ها می‌کند.» پیتر بردشاو در گاردین نظر متوسطی دربارهٔ فیلم داشت. او در بخشی از نقد خود نوشت: «فیلم درون‌مایهٔ خوب اما بسیار غیرقابل اعتمادی دارد. همچنین به عنوان یک فیلم واقع‌گرا، پایان آن بیش از حد فانتزی و غیرواقعی است.»
جان دی فور در هالیوود ریپورتر فیلم را «پرتحرک» دانست که به لطف فیلم‌برداری روی دست توازن خوبی پیدا کرده‌است. او در بخشی از نقد خود نوشت: «مشخص است که بسیاری از احساسات درون فیلم از ضمیر ناخودآگاه کرتون بیرون آمده‌است. کارگردان می‌خواهد ما با تمام جزئیات زندگی شخصیت‌هایش آشنا شویم و همین پافشاری اوست که باعث به وجود آمدن این فضای افراطی دراماتیک شده‌است.»
مانهولا دریگز از نیویورک تایمز کارگردانی کرتون را مورد ستایش قرار داد و نوشت: «فیلم شما را دعوت می‌کند که به بخش کوتاه‌مدت شمارهٔ ۱۲ بروید و زندگی ساکنان آن را از نزدیک احساس کنید. شخصیت‌ها آن‌قدر خوب خلق شده‌اند که در پایان احساس می‌کنید شما نیز همچون آن‌ها در حال پرواز کردن هستید.»
عملکرد بری لارسون در نقش گریس مورد تحسین فراوان منتقدان قرار گرفت. کیت والش در ایندی‌وایر نوشت: «بری لارسون تحسین‌برانگیز است. او به خوبی موفق شده شخصیت گریس را به عنوان زنی رنج‌دیده و قدرتمند درک و آن را بازسازی کند. لارسون کاملاً حواسش به گذشته سراسر درد این زن بوده‌است. اجرای او ترکیبی از شکنندگی، ظرافت، و ترس‌های بی پایان است. او در این عملکرد بی نظیرش از بدن خود نیز مایه گذاشته‌است. بازی بری لارسون در این فیلم حقیقتاً حکم یک گردباد را دارد.» منتقد امپایر نیز دربارهٔ بازی لارسون نوشت: «لارسون یک بازی درون‌گرایانه حساب‌شده از خود به نمایش گذاشته‌است. هنرنمایی او در این نقش همچون خود فیلم قلب شما را خواهد شکست و شما را با تمام وجود به درون سقوطی بی‌انتها خواهد کشاند.»

### فهرست برتر منتقدان
بخش کوتاه‌مدت شمارهٔ ۱۲ توسط بسیاری از منتقدان در فهرست ده فیلم برتر سال قرار گرفت.
- رتبه ۱ – کیت والش، ایندی‌وایر[۳۰]
- رتبه ۱ – جرمن لوسیر،  اسلش فیلم[۳۱]
- رتبه ۱ – تاشا رابینسون، دیزالو[۳۲]
- رتبه ۱ – مت سینگر، دیزالو[۳۲]
- رتبه ۲ – ناتان رابین، دیزالو[۳۲]
- رتبه ۲ – اسکات فینبرگ، هالیوود ریپورتر[۳۳]
- رتبه ۳ – جو رید، وایر[۳۴]
- رتبه ۳ – کریستوفر اور، آتلانتیک[۳۵]
- رتبه ۳ – فیلم اسکول پروجکت[۳۶]
- رتبه ۳ – درو مک‌وینی، فیت‌هیکس[۳۷]
- رتبه ۳ – آنگی هان، اسلش فیلم[۳۸]
- رتبه ۴ – دیوید چن، اسلش فیلم[۳۹]
- رتبه ۴– جو سوانبرگ اسکوار[۴۰]
- رتبه ۵– دیوید ادلستین، نیویورک[۴۱]
- رتبه ۵– کیمبرلی جونز، آستین کرونیکل[۴۲]
- رتبه ۵– آنا تامپسون،  ایندی‌وایر[۴۳]
- رتبه ۶– کریستی پاچنکو، سینما بلند[۴۴]
- رتبه ۶– جنویو کاسکی، دیزالو[۳۲]
- رتبه ۷– پیتر دبورا، ورایتی[۴۵]
- رتبه ۸– تاد مک‌کارتی،  هالیوود ریپورتر[۴۶]
- رتبه ۸– ماریک رایان و کریستوفر روسن هاف‌پست[۴۷]
- رتبه ۹–رنه رودریگرز، میامی هرالد[۴۸]
- رتبه ۹– یاهو! موویز[۴۹]
- رتبه ۱۰– تای بر بوستون گلوب[۵۰]
- رتبه ۱۰– مت گلدبرگ، کلایدر[۵۱]
- رتبه ۱۰– جو نیومایر، نیویورک دیلی نیوز[۵۲]
- رتبه ۱۰– جیمز براردینلی، ریل‌ویوز[۵۳]
- رتبه ۱۰– (همراه با اکنون شگفت‌انگیز) – جیک کویل، آسوشیتد پرس[۵۴]
- جزو ده فیلم برتر سال – کنت توران، لس آنجلس تایمز[۵۵]
- جزو ده فیلم برتر سال – جو مورگنستن، وال‌استریت جورنال[۵۶]

## جوایز
بخش کوتاه‌مدت شمارهٔ ۱۲ نامزد و برنده جوایز متعددی از جشنواره و مراسم‌های مختلف سینمایی شد.
| جوایز                             | جوایز       | جوایز                                              | جوایز                                                            | جوایز    |
| جایزه                             | تاریخ       | رشته                                               | برنده/نامزد                                                      | نتیجه    |
| --------------------------------- | ----------- | -------------------------------------------------- | ---------------------------------------------------------------- | -------- |
| انجمن منتقدان فیلم آستین          | دسامبر ۲۰۱۳ | بهترین فیلم                                        | بهترین فیلم                                                      | نامزدشده |
| انجمن منتقدان فیلم آستین          | دسامبر ۲۰۱۳ | بهترین بازیگر زن                                   | بری لارسون                                                       | برنده    |
| انجمن منتقدان فیلم آستین          | دسامبر ۲۰۱۳ | بهترین هنرمند نو ظهور                              | بری لارسون                                                       | برنده    |
| جایزه بلک ریل                     | فوریه ۲۰۱۴  | بهترین بازیگر نقش مکمل                             | کیت استنفیلد                                                     | نامزدشده |
| جایزه بلک ریل                     | فوریه ۲۰۱۴  | بهترین بازیگر نقش مکمل تازه‌وارد                    | کیت استنفیلد                                                     | نامزدشده |
| انجمن منتقدان فیلم شیکاگو         | دسامبر ۲۰۱۳ | بهترین بازیگر نقش اول زن                           | بری لارسون                                                       | نامزدشده |
| انجمن منتقدان فیلم شیکاگو         | دسامبر ۲۰۱۳ | بهترین فیلم‌ساز                                     | دستین دنیل کرتون                                                 | برنده    |
| جایزه انجمن منتقدان پخش‌کننده فیلم | ژانویه ۲۰۱۴ | جایزه سینمایی انتخاب منتقدان برای بهترین بازیگر زن | بری لارسون                                                       | نامزدشده |
| انجمن منتقدان فیلم دیترویت        | دسامبر ۲۰۱۳ | بهترین فیلم                                        | بهترین فیلم                                                      | نامزدشده |
| انجمن منتقدان فیلم دیترویت        | دسامبر ۲۰۱۳ | بهترین بازیگر زن                                   | بری لارسون                                                       | برنده    |
| انجمن منتقدان فیلم دیترویت        | دسامبر ۲۰۱۳ | بهترین ستاره نو ظهور                               | بری لارسون                                                       | برنده    |
| انجمن منتقدان فیلم دیترویت        | دسامبر ۲۰۱۳ | بهترین فیلم‌نامه                                    | دستین دنیل کرتون                                                 | نامزدشده |
| جشنواره بین‌المللی فیلم فلاندرز    | اکتبر ۲۰۱۳  | جایزه ویژه                                         | جایزه ویژه                                                       | برنده    |
| جوایز گاتهام                      | دسامبر ۲۰۱۳ | بهترین بازیگر زن                                   | بری لارسون                                                       | برنده    |
| فستیوال فیلم همپتون               | اکتبر ۲۰۱۳  | بهترین ستاره نوظهور                                | بری لارسون                                                       | برنده    |
| جایزه ایندیپندنت اسپیریت          | مارس ۲۰۱۴   | بهترین بازیگر زن                                   | بری لارسون                                                       | نامزدشده |
| جایزه ایندیپندنت اسپیریت          | مارس ۲۰۱۴   | بهترین بازیگر نقش مکمل مرد                         | کیت استنفیلد                                                     | نامزدشده |
| جایزه ایندیپندنت اسپیریت          | مارس ۲۰۱۴   | بهترین تدوین                                       | نت سندرز                                                         | برنده    |
| جشنواره فیلم لوکارنو              | اوت ۲۰۱۴    | پلنگ طلایی                                         | پلنگ طلایی                                                       | نامزدشده |
| جشنواره فیلم لوکارنو              | اوت ۲۰۱۴    | بهترین بازیگر زن                                   | بری لارسون                                                       | برنده    |
| جشنواره فیلم لوکارنو              | اوت ۲۰۱۴    | جایزه ویژه هیئت داوران                             | دستین دنیل کرتون                                                 | برنده    |
| جشنواره فیلم لوکارنو              | اوت ۲۰۱۴    | انتخاب مردم                                        | دستین دنیل کرتون                                                 | برنده    |
| فستیوال فیلم لس آنجلس             | ژوئن ۲۰۱۳   | جایزه ویژه تماشاگران                               | جایزه ویژه تماشاگران                                             | برنده    |
| چشنواره لیتل راک فیلم             | مه ۲۰۱۳     | بهترین روایت داستانی                               | بهترین روایت داستانی                                             | برنده    |
| فستیوال فیلم مائوئی               | ژوئن ۲۰۱۳   | بهترین فیلم درام                                   | بهترین فیلم درام                                                 | برنده    |
| فستیوال فیلم مائوئی               | ژوئن ۲۰۱۳   | جایزه ستاره نوظهور                                 | بری لارسون                                                       | برنده    |
| جشنواره فیلم نانتکت               | ژوئن ۲۰۱۳   | بهترین فیلم‌نامه                                    | دستین دنیل کرتون                                                 | برنده    |
| هیئت ملی بازبینی فیلم             | دسامبر ۲۰۱۳ | ده فیلم برتر سال                                   | ده فیلم برتر سال                                                 | برنده    |
| منتقدان فیلم آنلاین               | دسامبر ۲۰۱۳ | بهترین فیلم                                        | بهترین فیلم                                                      | نامزدشده |
| منتقدان فیلم آنلاین               | دسامبر ۲۰۱۳ | بهترین بازیگر نقش اول زن                           | بری لارسون                                                       | نامزدشده |
| منتقدان فیلم آنلاین               | دسامبر ۲۰۱۳ | بهترین فیلم‌نامه اقتباسی                            | دستین دنیل کرتون                                                 | نامزدشده |
| انجمن منتقدان فیلم سن دیگو        | دسامبر ۲۰۱۳ | بهترین فیلم                                        | بهترین فیلم                                                      | نامزدشده |
| انجمن منتقدان فیلم سن دیگو        | دسامبر ۲۰۱۳ | بهترین کارگردانی                                   | دستین دنیل کرتون                                                 | نامزدشده |
| انجمن منتقدان فیلم سن دیگو        | دسامبر ۲۰۱۳ | بهترین فیلم‌نامه اقتباسی                            | دستین دنیل کرتون                                                 | نامزدشده |
| انجمن منتقدان فیلم سن دیگو        | دسامبر ۲۰۱۳ | بهترین بازیگر نقش اول زن                           | بری لارسون                                                       | نامزدشده |
| انجمن منتقدان فیلم سن دیگو        | دسامبر ۲۰۱۳ | بهترین بازیگر نقش اصلی                             | بهترین بازیگر نقش اصلی                                           | نامزدشده |
| حلقه منتقدان فیلم سان فرانسیسکو   | دسامبر ۲۰۱۳ | بهترین بازیگر نقش اول زن                           | بری لارسون                                                       | نامزدشده |
| جشنواره بین‌المللی سنتا باربارا    | فوریه ۲۰۱۴  | جایزه ویژه خلاقیت هنری                             | بری لارسون                                                       | برنده    |
| جایزه ستلایت                      | فوریه ۲۰۱۴  | بهترین ترانه                                       | "حالا میدونی چه حسی داره"، نوشته دستین دنیل کرتون و کیت استنفیلد | نامزدشده |
| جنوب از جنوب غربی                 | مارس ۲۰۱۳   | بهترین فیلم                                        | بهترین فیلم                                                      | برنده    |
| جنوب از جنوب غربی                 | مارس ۲۰۱۳   | بهترین فیلم از نگاه تماشاگران                      | بهترین فیلم از نگاه تماشاگران                                    | برنده    |
| جشنواره فیلم شب‌های سیاه تالین     | نوامبر ۲۰۱۳ | بهترین فیلم جوانانه                                | بهترین فیلم جوانانه                                              | نامزدشده |
| جشنواره فیلم شب‌های سیاه تالین     | نوامبر ۲۰۱۳ | بهترین فیلم درام                                   | بهترین فیلم درام                                                 | برنده    |
| سمینسی                            | اکتبر ۲۰۱۳  | جایزه مردمی                                        | جایزه مردمی                                                      | برنده    |

### کم‌توجهی اسکار
علی‌رغم تحسین گسترده منتقدان و تماشاگران، بخش کوتاه‌مدت شماره ۱۲ در هیچ رشته‌ای حتی نامزد جایزه اسکار نشد که این مسئله با واکنش منفی منتقدان و روزنامه‌نگاران مواجه شد. بیشترین انتقادها نیز به خاطر نادیده گرفتن بازی بری لارسون بود که عملکردش در فیلم با تحسین جهانی همراه شد و بسیاری از نشریات و منتقدان از آن به عنوان یکی از بهترین اجراهای آن سال یاد می‌کنند. مجله فوربز در مطلبی، نامزد نشدن بری لارسون را «شوکه کننده» توصیف کرد. آتلانتیک این مسئله را «تاسف آور» خواند و اعلام کرد که فیلم «قربانی مستقل بودن» شده‌است.

## واژه‌نامه
1. ↑  Destin Daniel Cretton
2. ↑  Maren Olson
3. ↑  Asher Goldstein
4. ↑  Joshua Astrachan
5. ↑  Ron Najor
6. ↑  Joel P. West
7. ↑  Brett Pawlak
8. ↑  Animal Kingdom
9. ↑  Traction Media
10. ↑  Cinedigm
11. ↑  Grace
12. ↑  Mason
13. ↑  Nate
14. ↑  Kevin Hernandez
15. ↑  Alex Calloway
16. ↑  Frantz Turner
17. ↑  Lydia Du Veaux
18. ↑  Nicholl Fellowship

### فارسی
1. ↑  حسین جوانی (۶ اردیبهشت ۱۳۹۳). «نگاهی به «خانواده/ مالاویتا»، «رنجر تنها» و «بخش کوتاه‌مدت شمارهٔ ۱۲»». ماهنامه سینمایی فیلم. دریافت‌شده در ۳۱ مارس ۲۰۱۸.

### انگلیسی
1. ↑  "Short Term 12 (15)". Verve Pictures. British Board of Film Classification. September 13, 2013. Archived from the original on 25 April 2018. Retrieved September 13, 2013.
2. 1 2  Hughes, Mark (August 27, 2013). "2013's Best Film 'Short Term 12' Does Strong Business In Limited Release". Forbes. Archived from the original on 25 April 2018. Retrieved April 22, 2014.
3. ↑  "Short Term 12 (2013)". The Numbers. Archived from the original on 25 April 2018. Retrieved September 13, 2013.
4. 1 2  Goldstein, Jessica (August 31, 2013). "'Short Term 12' writer-director Destin Daniel Cretton on real-life inspiration behind his film". The Washington Post. Archived from the original on 13 November 2014. Retrieved April 22, 2014.
5. 1 2 3 4 5 6 7 8  "Short Term 12" (PDF) (Press release). Verve Pictures. 2013. Archived from the original (PDF) on 4 March 2016. Retrieved April 22, 2014.
6. ↑  Kilday, Greg (October 18, 2010). Michael Arndt to Give Keynote at AMPAS' Nicholl Fellowships Dinner. The Hollywood Reporter
7. ↑  "Academy Nicholl Fellowships: FAQs (Winning Scripts)". Academy of Motion Picture Arts and Sciences. Archived from the original on February 7, 2014. Retrieved February 7, 2014.
8. 1 2  Olsen, Mark (August 24, 2013). "'Short Term 12' beats long odds". Los Angeles Times. Archived from the original on 27 November 2014. Retrieved April 22, 2014.
9. ↑  Caceda, Eden (December 17, 2013). "Finding A Voice". Filmink. Archived from the original on October 6, 2014. Retrieved July 13, 2014.
10. ↑  Williams, Alex (September 15, 2013). "Brie Larson talks about filming "Short Term 12"". The Daily Texan. Archived from the original on 3 March 2016. Retrieved April 22, 2014.
11. ↑  Stone, Abbey (August 29, 2013). "John Gallagher Jr. On 'The Best Script He's Been Sent in 14 Years' (And It's Not By Aaron Sorkin)". Hollywood.com. Archived from the original on 25 April 2018. Retrieved April 22, 2014.
12. 1 2  Zakarin, Jordan (March 13, 2013). "SXSW: How 'Short Term 12's' Brie Larson, Destin Cretton and Some Kids Won the Festival's Top Prize". The Hollywood Reporter. Archived from the original on 25 April 2018. Retrieved April 22, 2014.
13. ↑  Cuttler, Andrea (August 21, 2013). "Short Term 12's Brie Larson: Shadowing Foster-Care Workers "Changed Me for the Rest of My Life"". Vanity Fair. Archived from the original on 25 April 2018. Retrieved April 22, 2014.
14. 1 2  Davidson, Jaye Sarah (February 28, 2014). "FILMMAKER SPOTLIGHT: Behind the Screen with Short Term 12 Editor Nat Sanders". iheardin.com. Archived from the original on 7 April 2015. Retrieved April 22, 2014.
15. 1 2 3  Hopewell, John (August 11, 2013). "Memento Rolls Out 'Short Term 12' (EXCLUSIVE)". Variety. Archived from the original on 25 April 2018. Retrieved April 22, 2014.
16. ↑  Lussier, Germain (August 20, 2013). "/Film Interview: 'Short Term 12′ Director Destin Daniel Cretton". /Film. Archived from the original on 25 April 2018. Retrieved April 22, 2014.
17. ↑  "Short Term 12: Summary". Box Office Mojo. Archived from the original on 25 April 2018. Retrieved April 22, 2014.
18. ↑  "Short Term 12: Foreign". Box Office Mojo. Archived from the original on 25 April 2018. Retrieved April 22, 2014.
19. ↑  "Short Term 12". Rotten Tomatoes. Retrieved May 15, 2016.
20. ↑  "Short Term 12 Reviews". Metacritic. Archived from the original on 25 April 2018. Retrieved September 19, 2013.
21. ↑  Lussier, Germain (August 24, 2013). "'Short Term 12' Review: SXSW Grand Jury Winner Is a Funny, Emotional Piece of Cinematic Perfection". /Film. Archived from the original on 25 April 2018. Retrieved August 27, 2013.
22. ↑  Debruge, Peter (March 12, 2013). "SXSW Review: 'Short Term 12′". Variety. Archived from the original on 25 April 2018. Retrieved August 27, 2013.
23. ↑  Turan, Kenneth (August 22, 2013). "Review: The exceptional 'Short Term 12' comes by its pain honestly". Los Angeles Times. Archived from the original on 25 April 2018. Retrieved April 25, 2014.
24. ↑  Bradshaw, Peter (November 1, 2013). "Short Term 12 - review". The Guardian. Archived from the original on 25 April 2018. Retrieved July 25, 2014.
25. ↑  DeFore, John (March 14, 2013). "Short Term 12: SXSW Review". The Hollywood Reporter. Archived from the original on 25 April 2018. Retrieved August 27, 2013.
26. ↑  Dargis, Manhola (August 23, 2013). "Caretakers Needing Some Care Themselves". The New York Times. Archived from the original on 25 April 2018. Retrieved April 22, 2014.
27. ↑  Walsh, Katie (March 10, 2013). "SXSW Review: 'Short Term 12' A Heartrending, Heartwarming & Authentic Portrait of Life At A Foster Care Facility". Indiewire. Archived from the original on 16 December 2014. Retrieved August 27, 2013.
28. ↑  Freer, Ian. "Short Term 12". Empire. Archived from the original on 25 April 2018. Retrieved April 25, 2014.
29. ↑  "Film Critic Top 10 Lists - Best Movies of 2013". Metacritic. Archived from the original on 2 January 2014. Retrieved March 10, 2019.
30. ↑  Staff, The Playlist; Staff, The Playlist (December 31, 2013). "The Best Movies Of 2013 (The Playlist Staff Top 10s)". IndieWire (به انگلیسی). Archived from the original on 25 June 2018. Retrieved March 10, 2019.
31. ↑  Lussier, Germain (December 24, 2013). "Germain's Top Ten Films of 2013". /Film. Retrieved March 10, 2019.
32. 1 2 3 4  Robinson, Tasha (December 23, 2013). "The best films of 2013: the ballots". The Dissolve. Retrieved March 10, 2019.
33. ↑  Feinberg, Scott (December 26, 2013). "Best of 2013: THR Awards Analyst Scott Feinberg's Top 10 Films". The Hollywood Reporter (به انگلیسی). Retrieved March 10, 2019.
34. ↑  Reid, Joe (December 18, 2013). "The Top 10 Movies of a Top-Heavy Year". The Atlantic. Retrieved March 10, 2019.
35. ↑  Orr, Christopher (December 18, 2013). "The Best Movies of 2013". The Atlantic. Retrieved March 10, 2019.
36. ↑  "The Best Movies of 2013: The Staff Picks". Film School Rejects. December 27, 2013. Retrieved March 10, 2019.
37. ↑  McWeeny, Drew (December 18, 2013). "The Top Ten Films of 2013: Outer space, financial foul play, and broken hearts". HitFix. Retrieved March 10, 2019.
38. ↑  Han, Angie (December 30, 2013). "Angie's Top Ten Films of 2013". /Film. Retrieved March 10, 2019.
39. ↑  Chen, David (December 31, 2013). "Watch This: David's Top 10 Films of 2013". /Film. Retrieved March 10, 2019.
40. ↑  Osenlund, R. Kurt (December 19, 2013). "Joe Swanberg's Top 10 Movies of 2013". Esquire. Retrieved March 10, 2019.
41. ↑  Edelstein, David (December 8, 2013). "David Edelstein's 10 Best Movies of 2013". Vulture. Retrieved March 10, 2019.
42. ↑  Jones, Kimberley (January 4, 2014). "Kimberley Jones' Top 10 List". The Austin Chronicle. Retrieved March 10, 2019.
43. ↑  Thompson, Anne (December 13, 2013). "TOH! Top Tens of 2013". IndieWire (به انگلیسی). Retrieved March 10, 2019.
44. ↑  Puchko, Kirsty (December 27, 2013). "Top 10 Movies Of 2013: Kristy's List". CinemaBlend. Retrieved March 10, 2019.
45. ↑  Debruge, Peter (December 13, 2013). "Peter Debruge's Top 10 Films of 2013". Variety (به انگلیسی). Retrieved March 10, 2019.
46. ↑  McCarthy, Todd (December 23, 2013). "Todd McCarthy's 10 Best Films of 2013". The Hollywood Reporter (به انگلیسی). Retrieved March 10, 2019.
47. ↑  Rosen, Christopher; Ryan, Mike (December 10, 2013). "The 17 Best Movies Of 2013". Huffington Post. Retrieved March 10, 2019.
48. ↑  Staff, Miami (December 30, 2013). "The ten best movies of 2013". Miami Herald (به انگلیسی). Retrieved March 10, 2019.
49. ↑  Polowy, Kevin (December 17, 2013). "The 25 Best Movies of 2013". Yahoo! Movies. Retrieved March 10, 2019.
50. ↑  Burr, Ty (December 28, 2013). "For movies, it was a very good year - The Boston Globe". Boston Globe. Retrieved March 10, 2019.
51. ↑  Goldberg, Matt (December 10, 2013). "Matt's Top 10 Films of 2013". Collider. Retrieved March 10, 2019.
52. ↑  Neumaier, Joe (December 22, 2013). "Top 10 Movies of 2013: 'Gravity,' 'American Hustle,' 'Captain Phillips' among a satisfying mix of best films". New York Daily News. Retrieved March 10, 2019.
53. ↑  Berardinelli, James (December 31, 2013). "The 2013 Top 10". Reelviews (به انگلیسی). Retrieved March 10, 2019.
54. ↑  Coyle, Jake (December 29, 2013). "The AP's top 10 movies of the year". Daily Herald. Retrieved March 10, 2019.
55. ↑  Turan, Kenneth (December 19, 2013). "Best of 2013: Kenneth Turan picks 'Captain Phillips,' 'Frances Ha'". Los Angeles Times. Retrieved March 10, 2019.
56. ↑  Morgenstern, Joe (December 26, 2013). "Back to Film as It Once Was". Wall Street Journal. Retrieved March 10, 2019.
57. ↑  "'Her' Tops Austin Film Critics Association 2013 Awards". Austin Film Critics Association. December 17, 2013. Archived from the original on 25 April 2018. Retrieved November 24, 2014.
58. ↑  "The 14th Annual Black Reel Awards Nominations". Black Reel Awards. December 18, 2013. Archived from the original on 25 April 2018. Retrieved April 24, 2014.
59. ↑  "2013 Chicago Film Critics Association Award Winners". Rotten Tomatoes. December 16, 2013. Archived from the original on 25 April 2018. Retrieved April 24, 2014.
60. ↑  "American Hustle, 12 Years A Slave Lead BFCA's Critics Choice Movie Awards Nominations". Deadline.com. December 17, 2013. Archived from the original on 25 April 2018. Retrieved December 19, 2013.
61. ↑  "The 2013 Detroit Film Critics Society Awards". Detroit Film Critics Society. December 13, 2013. Archived from the original on 25 April 2018. Retrieved April 24, 2014.
62. ↑  "The winners of Film Fest Gent". Flanders International Film Festival Ghent. October 22, 2013. Archived from the original on 18 March 2016. Retrieved April 24, 2014.
63. ↑  Rosen, Christopher (December 2, 2013). "Gotham Awards 2013 Winners Include Brie Larson, 'Llewyn Davis'". The Huffington Post. Archived from the original on 25 April 2018. Retrieved 14 March 2018.
64. ↑  "Short Term 12". North of Superior Film Association. Archived from the original on April 24, 2014. Retrieved April 24, 2014.
65. ↑  Atkinson, Katie (March 1, 2014). "Independent Spirit Awards 2014: The winners list". Entertainment Weekly. Archived from the original on 25 April 2018. Retrieved April 24, 2014.
66. ↑  "Palmarès" (PDF) (Press release). Festival del film Locarno. August 17, 2013. Archived from the original (PDF) on August 9, 2014. Retrieved November 24, 2014.
67. ↑  Thompson, Anne (June 23, 2013). "LAFF Winners: 'Mother, I Love You,' 'Code Black' Win Jury Awards; Audience Awards Go to 'Short Term 12,' 'Wadjda,' 'American Revolutionary'". Indiewire. Archived from the original on 12 December 2013. Retrieved August 27, 2013.
68. ↑  Millar, Lindsey (May 23, 2013). "Little Rock Film Festival's downtown debut a success". Arkansas Times. Archived from the original on 25 April 2018. Retrieved August 27, 2013.
69. ↑  Tekula, Sara (June 18, 2013). "2013 Maui Film Festival Audience Awards Announced". Maui Film Festival. Archived from the original on 11 December 2013. Retrieved August 27, 2013.
70. ↑  "Rising Star Award Tribute to Brie Larson". Maui Film Festival. Archived from the original on 12 September 2016. Retrieved August 27, 2013.
71. ↑  "Awards". Nantucket Film Festival. June 2013. Archived from the original on 25 April 2018. Retrieved April 24, 2014.
72. ↑  Davis, Clayton (December 4, 2013). "National Board of Review Chooses 'Her' as Best Film, Will Forte and Octavia Spencer Land Wins". The Awards Circuit. Archived from the original on 25 April 2018. Retrieved April 23, 2014.
73. ↑  "The Online Film Critics Society Announces 17th Annual Awards". Online Film Critics Society. December 9, 2013. Archived from the original on 25 April 2018. Retrieved December 19, 2013.
74. ↑  "San Diego Film Critics Nominate Top Films for 2013". San Diego Film Critics Society. December 10, 2013. Archived from the original on 7 December 2013. Retrieved December 19, 2013.
75. ↑  Lodge, Guy (December 13, 2013). "'Wolf of Wall Street' lands some top mentions". HitFix. Archived from the original on 25 April 2018. Retrieved July 25, 2014.
76. ↑  Feinberg, Scott (January 23, 2014). "Santa Barbara Film Fest to Recognize Seven Performers With Virtuosos Award". The Hollywood Reporter. Archived from the original on 25 April 2018. Retrieved April 23, 2014.
77. ↑  Kilday, Gregg (December 2, 2013). "Satellite Awards: '12 Years a Slave' Leads Film Nominees". The Hollywood Reporter. Archived from the original on 25 April 2018. Retrieved December 19, 2013.
78. ↑  "About the Festival". Tallinn Black Nights Film Festival. Archived from the original on 22 July 2017. Retrieved April 24, 2014.
79. ↑  "Seminci, Valladolid International Film Festival 2014". Valladolid International Film Festival. Archived from the original on 23 January 2014. Retrieved April 24, 2014.
80. 1 2  Hughes, Mark (January 16, 2014). "How The Oscars Got It Wrong". Forbes. Retrieved May 25, 2017.
81. ↑  Zuckerman, Esther (August 26, 2013). "Brie Larson Gives the Performance to See Right Now in 'Short Term 12'". The Atlantic. Retrieved May 25, 2017.
82. ↑  Playlist Staff, The (December 3, 2013). "The 25 Best Breakthrough Performances Of 2013". IndieWire. Archived from the original on 19 July 2017. Retrieved May 25, 2017.
83. ↑  Kohn, Eric (December 12, 2013). "Critic's Picks: The Top 10 Best Female Lead Performances of 2013 According to Indiewire's Film Critic". IndieWire. Retrieved May 25, 2017.
84. ↑  Orr, Christopher (January 16, 2014). "The 2014 Oscar Nominations: Good, Bad, and Crazy". The Atlantic. Retrieved May 25, 2017.